# Брижни баштован (филм)
Брижни баштован (енгл. The Constant Gardener) британски је филм из 2005. редитеља Фернанда Меирелеса снимљен по мотивима истоименог роману Џона Ле Кареа.
Радња прати Џастина Квејла (Рејф Фајнс), британског дипломату у Кенији, који након бруталног убиства своје жене Тесе (Рејчел Вајс) покушава да нађе човека који је одговоран за злочин. Поред Фајнса и Вајсове у филму такође наступају Ибер Кунде, Дени Хјустон, Бил Нај и Доналд Самптер.
Брижни баштован је остварио добру зараду на биоскопским благајнама и наишао на позитивне реакције критичара који су га назвали „паметим, узбудљивим и напетим трилером, са одличним изведбама главних глумаца.“ Био је номинован за четири награде Оскар, од којих је освојио једну - за најбољу глумицу у споредној улози (Рејчел Вајс). 

## Улоге
| Глумац          | Улога            |
| --------------- | ---------------- |
| Рејф Фајнс      | Џастин Квејл     |
| Рејчел Вајс     | Теса Квејл       |
| Дени Хјустон    | Сенди Вудро      |
| Ибер Кунде      | Арнолд Блум      |
| Арчи Панџаби    | Гита Пирсон      |
| Бил Нај         | Бернард Пелегрин |
| Џерард Максорли | Кенет Кертис     |
| Пит Послтвејт   | др Лорбир        |
| Доналд Самптер  | Тим Донохју      |